# Georg Luger
Georg Johann Luger (Steinach am Brenner, 6 de marzo de 1849–Schöneiche, 22 de diciembre de 1923) fue un diseñador austríaco de armas, entre ellas la famosa pistola Luger y además creador del más que famoso cartucho 9 x 19 Parabellum.

## Primeros años y servicio militar
El padre de Georg Luger, Bartholomaeus Luger, era cirujano. Fue al colegio en Padua, Italia y luego en Viena al Colegio Comercial.
Luger fue voluntario del servicio militar en el Regimiento de Línea 78.º, desde el 19 de diciembre de 1867. Fue ascendido a Cabo el 1 de junio de 1868. Por sus buenas calificaciones, pudo ingresar en la Escuela Militar de Armas; su interés fue en los sistemas de carga automáticos. En 1871, Luger es ascendido a teniente y pasado a la reserva.

## Familia
Luger se casa con Elisabeth Josefa Dufek en 1873. Se mudan a Viena y tendrían tres hijos:
- Georg Franz Luger
- Julius Wilhelm Bartholomaeus Luger (n. 16 de marzo de 1880)
- Friedrich Alexander Georg Luger (n. 26 de abril de 1884)
  - Davor Francisco Luger 12 de junio de 1966

Su primer hijo, Georg Franz, fue un ingeniero y trabajó con su padre en el desarrollo de armas de guerra. El 2º fallece en la Primera Guerra Mundial en el Frente de Galitzia en 1915.

## Después del servicio militar
Trabajó como "tenedor de libros", y en la administración del Real Jockey Club de Viena.
En la década de 1870 Luger trabajó junto a Ferdinand von Mannlicher en la "Ludwig Loewe & Company" de Berlín, Alemania, siendo después representante de Loewe para vender fusiles Mannlicher.
En 1894 demuestra la pistola Borchardt, fabricada por la Deutsche Waffen und Munitionsfabriken (DWM, compañía donde se desenvolvió Loewe después de fallecer sus fundadores), al Ejército de los Estados Unidos. La Borchardt fue diseñada por Hugo Borchardt, que había trabajado para Loewe. El Ejército de los Estados Unidos rechazó esa pistola. De todos modos, las críticas al diseño que recibió Luger ayudaron a mejorar el diseño de la Borchardt, hasta crear la pistola Luger. Esta arma fue un éxito tanto para Luger como para la DWM.
El contrato de Luger con la DWM se canceló en 1919 y vivió exitosamente de la patente y las regalías. Pero Luger perdió todos sus ahorros después de un tiempo.
Fue condecorado con la Orden del Príncipe Danilo I.
Murió en Fichtenau el 22 de diciembre de 1923.